# Rödtofsad kardinaltangara
Rödtofsad kardinaltangara (Paroaria coronata) är en sydamerikansk fågel i familjen tangaror inom ordningen tättingar. Den är en populär burfågel som etablerat frilevande populationer på flera platser i världen.

## Utseende och läte
Rödtofsad kardinaltangara är en medelstor (19 cm) finkliknande tätting med iögonfallande rött huvud och röd, lång huvudtofs. Ovansidan, vingarna och den långa stjärten är grå, medan undersidan är vit. Den finkliknande näbben är skärvit, ögonen bruna och benen svarta. Sången består av trastliknande visslande fraser som i engelsk litteratur beskrivs "tsilewp-jewp tsilewp-jewp" eller "dew-dew-duh-dew-diuh".

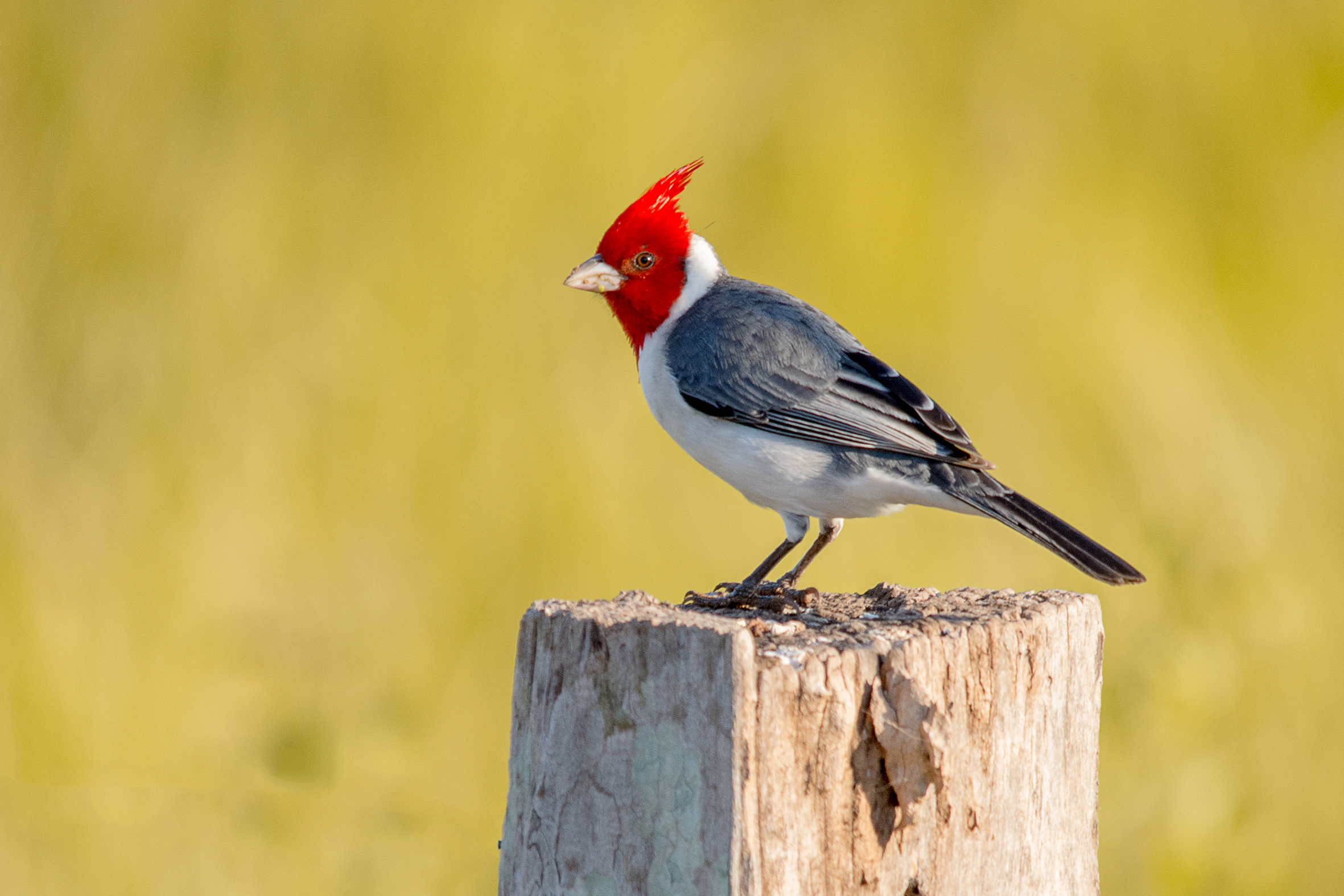

## Utbredning och systematik
Fågeln förekommer från Bolivia till centrala Argentina, Uruguay, Paraguay och sydostligaste Brasilien. Förrymda burfåglar har etablerat frilevande populationer i Hawaiiöarna och i Japan. Den behandlas som monotypisk, det vill säga att den inte delas in i några underarter.

### Familjetillhörighet
Länge placerades släktet Paroaria i familjen Emberizidae, men DNA-studier visar att de tillhör tangarorna i Thraupidae, närmast släkt med diademtangara (Stephanophorus diadematus), skattangara (Cissopis leverianus) och släktet Schistochlamys.

## Levnadssätt
Rödtofsad kardinaltangara förekommer i halvöppna milhöer från skogsbryn till buskskogar. Den ses mestadels födosöka på marken på jakt efter allt från frön och bär till insekter, men också unga skott och fallfrukt. Fågeln häckar från september till mars i ett skålformat bo som placeras mellan 1,9 och fem meter ovan mark.

## Status och hot
Arten har ett stort utbredningsområde och en stor population med stabil utveckling och tros inte vara utsatt för något substantiellt hot. Utifrån dessa kriterier kategoriserar internationella naturvårdsunionen IUCN arten som livskraftig (LC). Världspopulationen har inte uppskattats men den beskrivs som ganska vanlig.

## Namn
Arten kallades tidigare grå kardinal på svenska, men blev tilldelat ett nytt namn när DNA-studier visade att den egentligen är en tangara.